# Klinoenstatit
Das Mineral Klinoenstatit ist ein seltenes Kettensilikat aus der Pyroxengruppe mit der Endgliedzusammensetzung Mg2+2Si2O6.
Klinoenstatit kristallisiert mit monokliner Symmetrie bei Temperaturen unter ~700 °C und Drucken unter 70 kbar.
In der Natur kommt Klinoenstatit vorwiegend in Meteoriten, vor allem in Enstatit-Chondriten und in einigen basischen Magmatiten, z. B. Boniniten vor. Er tritt in Form farbloser bis bräunlicher oder grünlicher Kristalle von einigen mm bis cm Größe auf. Charakteristisch ist eine lamellare Verzwillingung nach einer Prismenfläche, die als Flächenstreifung sichtbar werden kann.

## Etymologie und Geschichte
Seit Mitte des 19. Jahrhunderts wurden kalziumarme, monokline Pyroxene aus basischen Magmatiten und Meteoriten beschrieben, die nur schlecht in die damals gebräuchliche Unterteilung nach Gustav Tschermak passten. In seiner im Mai 1906 an der Universität Helsinki vorgelegten Dissertation trug Walter Wahl die zu seiner Zeit bekannten Beschreibungen dieser Klinopyroxene zusammen und führte für diese Gruppe der „Enstatitaugite“ neue Namen ein. Für die kalziumärmsten Klinopyroxene folgte er der damaligen Benennung der Orthopyroxene und vergab für zunehmende Magnesiumgehalte die Namen „Klinohypersthen“, „Klinobronzit“ und „Klinoenstatit“. Der Name Klinoenstatit ist als einziger heute noch gebräuchlich.
Bis in die 1950er Jahre ging man davon aus, dass Klinoenstatit in der gleichen Struktur wie Diopsid vorliegt (Raumgruppe C2/c (Raumgruppen-Nr. 15)). Ausgehend von Überlegungen von T. Ito aus dem Jahr 1950 konnte Nobuo Morimoto von der Universität Tokio 1956 die Unterschiede zur Diopsidstruktur aufzeigen und erstmals die Struktur kalziumarmer Klinopyroxene in der Raumgruppe P21/c (Raumgruppen-Nr. 14) beschreiben. Unabhängig von Morimoto kamen 1957 Bown & Gay an der University of Cambridge für Pigeonit zu dem gleichen Ergebnis. Während eines Aufenthaltes am Geophysical Laboratory der Carnegie Institution of Washington konnte Morimoto 1959 schließlich die Struktur von Pigeonit und Klinoenstatit aufklären und verfeinern.

## Klassifikation
In der strukturellen Klassifikation der International Mineralogical Association (IMA) gehört Klinoenstatit zusammen mit Enstatit, Protoenstatit, Ferrosilit, Klinoferrosilit und Pigeonit zu den Magnesium-Eisen-Proxenen (Mg-Fe-Pyroxene) in der Pyroxengruppe.
In der veralteten 8. Auflage der Mineralsystematik nach Strunz gehörte der Klinoenstatit zur Klasse der „Silikate“ und dort zur Abteilung der „Ketten- und Bandsilikate (Inosilikate)“, wo er als Namensgeber die „Klinoenstatit-Reihe“ mit der Systemnummer VIII/D.01a und den weiteren Mitgliedern Klinoferrosilit, Pigeonit und dem inzwischen als Varietät diskreditierten Klinohypersthen bildete.
In der zuletzt 2018 überarbeiteten Lapis-Systematik nach Stefan Weiß, die formal auf der alten Systematik von Karl Hugo Strunz in der 8. Auflage basiert, erhielt das Mineral die System- und Mineralnummer VIII/F.01-010. Dies entspricht ebenfalls der Abteilung „Ketten- und Bandsilikate“, wo Klinoenstatit zusammen mit Aegirin, Aegirin-Augit, Augit, Davisit, Diopsid, Esseneit, Grossmanit, Hedenbergit, Jadeit, Jervisit, Johannsenit, Kanoit, Klinoferrosilit, Kosmochlor, Kushiroit, Namansilit, Natalyit, Omphacit, Petedunnit, Pigeonit, Spodumen und Tissintit die Gruppe der „Klinopyroxene“ mit der Systemnummer VIII/F.01 innerhalb der Pyroxengruppe bildet.
Die von der International Mineralogical Association (IMA) zuletzt 2009 aktualisierte 9. Auflage der Strunz’schen Mineralsystematik ordnet den Klinoenstatit in die erweiterte Klasse der „Silikate und Germanate“, dort aber ebenfalls in die Abteilung der „Ketten- und Bandsilikate (Inosilikate)“ ein. Diese ist allerdings weiter unterteilt nach dem Aufbau der Silikatketten sowie der Zugehörigkeit zu größeren Mineralfamilien. Das Mineral ist hier entsprechend seinem Aufbau in der Unterabteilung „Ketten- und Bandsilikate mit 2-periodischen Einfachketten Si2O6; Pyroxen-Familie“ zu finden ist, wo es zusammen mit Kanoit, Klinoferrosilit, und Pigeonit die „Mg,Fe,Mn-Klinopyroxene – Klinoenstatitgruppe“ mit der Systemnummer 9.DA.10 bildet.
In der vorwiegend im englischen Sprachraum gebräuchlichen Systematik der Minerale nach Dana hat Klinoenstatit die System- und Mineralnummer 65.01.01.01. Auch dies entspricht der Klasse der „Silikate“ und dort der Abteilung „Kettensilikatminerale“, wo das Mineral zusammen mit Kanoit, Klinoferrosilit und Pigeonit in einer unbenannte Gruppe/die „P2/c Klinopyroxene“ mit der Systemnummer 65.01.01 innerhalb der Unterabteilung „Kettensilikate: Einfache unverzweigte Ketten, W=1 mit Ketten P=2“ zu finden ist.

## Chemismus
Klinoenstatit hat die Endgliedzusammensetzung [M2]Mg[M1]Mg[T]Si2O6, wobei [M2], [M1] und [T] die Positionen in der Pyroxenstruktur sind.
Es besteht eine lückenlose Mischbarkeit mit Klinoferrosilit, entsprechend der Austauschreaktion
- M1,2Mg2+ = M1,2Fe2+ (Klinoferrosilit)

sowie eine begrenzte Mischbarkeit mit Diopsid, entsprechend der Austauschreaktion
- M2Mg2+ = M2Ca2+ (Diopsid).

Weiterhin kann Klinoenstatit geringe Mengen Aluminium enthalten, das z. B. über die Tschermaks-Substitution eingebaut wird:
- M1,2Mg2+ + TSi4+ = M1,2Al3+ + TAl3+ (Magnesium-Tschermaks).

## Kristallstruktur
Klinoenstatit kristallisiert mit monokliner Symmetrie der Raumgruppe P21/c (Raumgruppen-Nr. 14) mit 4 Formeleinheiten pro Elementarzelle. Das synthetische Endglied hat die Gitterparameter a = 9,6065(11) Å, b =8,8146(7)Å, c = 5,1688(6)Å und ß=108,335(9).
Die Struktur ist die von Pyroxen und unterscheidet sich in einigen Details vor der der zentrosymmetrischen Klinopyroxene mit der Raumgruppe C2/c (Raumgruppen-Nr. 15) (z. B. Diopsid). Kalzium ist im Diopsid von acht Sauerstoffen umgeben, während Magnesium (Mg2+) auf den M1- und M2-Positionen der Klinoenstatitstruktur oktaedrisch von sechs Sauerstoffen umgeben ist. Silizium (Si4+) besetzt die tetraedrisch von 4 Sauerstoffionen umgebenen T-Positionen. Mg2+ ist ein deutlich kleineres Kation, als Ca2+ und die SiO4-Tetraederketten sind daher im Klinoenstatit etwas gestaucht. Diese Verkürzung wird durch eine leichte Drehung der SiO4-Tetraeder erreicht. Im Gegensatz zu den zentrosymmetrischen Klinopyroxenen der Diopsid-Hedenbergit-Reihe weist die Klinoenstatitstruktur zwei symmetrisch verschiedene Silikatketten mit gegensätzlich rotierten Silikattetraedern auf.

## Modifikationen

Druck-Temperatur-Phasendiagramm für die Verbindung MgSiO_{3} nach Presnell 1995

Magnesiummetasilicat MgSiO3 ist polymorph und kann mit verschiedenen Strukturtypen und Symmetrien vorkommen.

### Pyroxene
Klinoenstatit bezeichnet MgSiO3 mit Pyroxenstruktur in der zuvor beschriebenen monoklinen Symmetrie mit der Raumgruppe P21/c (Nr. 14). Er ist bei Temperaturen unter ~700 °C und Drucken bis ~7 GPa stabil. Bei höherem Druck wandelt sich Klinoenstatit in Hochklinoenstatit mit der Struktur von Diopsid in der Raumgruppe C2/c (Nr. 15) um. Bei höheren Temperaturen ist der Orthopyroxen Enstatit (Pbca (Nr. 61)) stabil, der sich bei niedrigen Druck oberhalb von ~1000 °C in den ebenfalls orthorhombischen Protoenstatit (Pbcn (Nr. 60)) umwandelt. Bei rascher Abkühlung wandelt sich Protoenstatit nicht in Enstatit, sondern bei ~865 °C metastabil in Klinoenstatit um.

### Hochdruckphasen
Oberhalb von 17–18 GPa ist die Pyroxenstruktur von MgSiO3 nicht mehr stabil und das Magnesiummetasilikat liegt bei Temperaturen über ~1600 °C in der Struktur von Granat (Majorit) und unterhalb von 1600 bis 2000 °C in der Ilmenitstruktur (Akimotoit) vor. Bei extrem hohen Drucken oberhalb von ~22 GPa geht MgSiO3 in die Perowskitstruktur (Bridgmanit) über.

## Bildung und Fundorte
Die meisten natürlichen Klinoenstatite wurden nicht in ihrem Stabilitätsfeld gebildet, sondern metastabil bei der Abkühlung der Hochtemperaturmodifikation Protoenstatit.
Eine Typlokalität wird für Klinoenstatit nicht angegeben. Bereits Mitte des 19. Jahrhunderts ist Klinoenstatit unter verschiedenen Namen in Meteoriten und einigen basischen Magmatiten beschrieben worden.

### Boninite
Auf der Erdoberfläche ist Klinoenstatit sehr selten. Die meisten bekannten Vorkommen liegen im westlichen pazifischen Feuerring. Klinoenstatit findet sich hier in Form mm- bis cm-großer Kristalle in Boniniten, magnesiumreichen, ultrabasischen Magmatiten, wo sie zusammen mit Enstatit, Glas, sekundärem Zeolithen und Chromit auftreten.

### Enstatit-Chondrite
Bei den meisten Fundorten von Klinoenstatit handelt es sich um Meteorite. Die Meteorite aus der Gruppe der Enstatit-Chondrite bestehen vorwiegend aus Enstatit und Klinoenstatit, Kamacit, Troilit und Plagioklas, wobei besonders die Enstatit-Chondrite des Typs EH Klinoenstatit enthalten, die EL Chondrite hingegen nicht.
Weiterhin wurde Klinoenstatit im Material des Kometen 81P/Wild 2 nachgewiesen.

### Erdmantel
Unter den Bedingungen des oberen Erdmantels wandelt sich Enstatit in Hoch-Klinoenstatit um, die centrosymmetrische Modifikation von Clionenstatit mit der Struktur von Diopsid und der Raumgruppe C2/c (Nr. 15). Hoch-Klinoenstatit ist zusammen mit Diopsid-Jadeit-Mischkristallen, Forsterit und Pyrop ein wesentlicher Bestandteil des oberen Erdmantels. Im Bereich der Mantelübergangszone bei ~400 km Tiefe löst sich Klinopyroxen als Majoritkomponente zunehmend im Pyrop und liegt unter den Bedingungen des unteren Erdmantels in der Struktur des Perowskit als Bridgmanit vor.

### Entmischungen
In Diopsid aus ultrabasischen Gesteinen in Hokkaidō, Japan, wurden Entmischungslamellen von Klinoenstatit beobachtet.
Neben Diopsid kann auch Plagioklas Entmischungen von Pyroxenen aufweisen. Im Labradorit der Dust Devil Mine bei Plush im Lake County (Oregon), USA kommt Klinoenstatit in Form submikroskopischer Entmischungen zusammen mit Protoenstatit und Kupfer-Nanokristallen vor. Diese Entmischungen sind für die grüne Färbung der wassermelonenartig zonierten Kerne dieser Plagioklase verantwortlich.